# Le Bébête Show
Le Bébête Show est une émission de télévision française satirique de marionnettes, d'imitation et de parodie de l’actualité politique française, librement inspirée du Muppet Show de Jim Henson, et créée par Jean Amadou, Stéphane Collaro et Jean Roucas. L'émission a été diffusée d'octobre 1982 à fin juin 1995 sur TF1.

## Concept
Basant initialement son humour sur des jeux de mots, Le Bébête Show a ensuite commenté quotidiennement l'actualité. En effet Le Bébête Show n'était à l'origine qu'une séquence des émissions Co-Co Boy (de 1982 à 1984), puis Cocoricocoboy (de mars 1984 à juin 1987). Après l'échec du Collaricocoshow sur La Cinq bien qu'une autre émission politique satirique avec marionnettes soit apparue dans le Collaricocoshow[pas clair], s'appelant Les Vingt corruptibles, parodiant Les Incorruptibles, qui n'a pas eu le même succès que le Bébête Show, Stéphane Collaro revient sur TF1, et propose à La Une d'en faire une émission à part entière. Lancé en pleine élection présidentielle dès le 14 mars 1988,, Le Bébête Show est diffusé du lundi au vendredi à 19 h 50. Il réalise en moyenne 30 % d'audience. Le décor de l'émission est alors un bistrot, dans lequel Jean Roucas interprète le rôle du barman, dont les marionnettes sont les clients réguliers. Dès le 29 août 1988, les Arènes de l'info lancées par Canal+ seront en concurrence frontale avec les Bébêtes de TF1.
Librement inspirée du Muppet Show, cette émission utilisait des marionnettes (tirées des personnages dessinés par Alain Duverne, Jean-Jacques Loup et Jean-Yves Grall) pour tourner en dérision les politiciens de l'époque. Les personnages du Bébête Show étaient initialement des pastiches de ceux du Muppet Show, mélangés à des caricatures d'hommes politiques français. Les références au Muppet Show se sont progressivement estompées, jusqu'à ce que les nouveaux personnages n'aient plus aucun rapport avec l'émission américaine.
Si le concept initial fonctionne très bien, et touche l'esprit du moment entre 1988 et 1991, les audiences commencent progressivement à s'éroder au moment où les Guignols de l'info trouvent enfin leur formule. Les bébêtes subissent deux évolutions successives: sur la saison 1992-1993, le bar disparaît pour laisser la place à des sketchs sur fond vert ou dans des nouveaux décors avec la présence de plusieurs figurants "humains" anonymes. Puis sur la saison 1993-1994, les marionnettes commencent à s'humaniser, et sont toutes "habillées", perdant leurs corps de poils et de plume.
Après le départ de Jean Roucas, et pour faire face à la concurrence des Guignols de l'info, Stéphane Collaro propose à la rentrée 1994 une version renouvelée de l'émission, avec de nouvelles marionnettes (cette fois-ci en Latex comme les Guignols et non plus en mousse) et de nouveaux auteurs. Il s'agira tout d'abord du "BBS", copie à peine déguisée des Guignols, où une marionnette de Collaro présente une forme de JT entrecoupé de sketchs. Les marionnettes sont presque toutes humanisées, exception faite de Balladur (toujours un pélican), Mitterrand (toujours une grenouille), Lang (il garde ses oreilles et cornes de chèvre), Pasqua (il garde ses dents de morse), De Villiers (il a des oreilles d'âne) et Sarkozy (il conserve des oreilles de caniche). Toutefois, tous ces attributs vont disparaître bien vite, seuls Balladur et Mitterrand restant des animaux jusqu'à la fin. Les audiences du BBS s'effondrent, obligeant Stéphane Collaro à une ultime et dernière modification: l'émission est rebaptisée en mars 1995 "Le Bar du Bébête Show",  Guy Lecluyse remplaçant Jean Roucas dans le rôle du barman. Cette nouvelle formule est également un échec: l'émission s'arrête en juin 1995, faute d'avoir pu retrouver un ton susceptible de la faire renouer avec ses succès d'audience.

## Créateurs des marionnettes
Alain Duverne est le créateur des marionnettes les plus connues, puisqu'il a travaillé pour Le Bébête show de 1982 à 1988. En 1988, il part sur Canal+ pour créer les marionnettes des Guignols de l'info. C'est Alain Picard, formé par Alain Duverne, qui prend le relais en créant entre autres les personnages d'André Lajoinie, Arlette Laguiller, Pierre Juquin, Antoine Waechter, Simone Veil et Bernard Tapie. Puis, il donne naissance aux « bébés réformateurs » : Michel Noir, Dominique Baudis et Philippe Séguin.

## Personnages

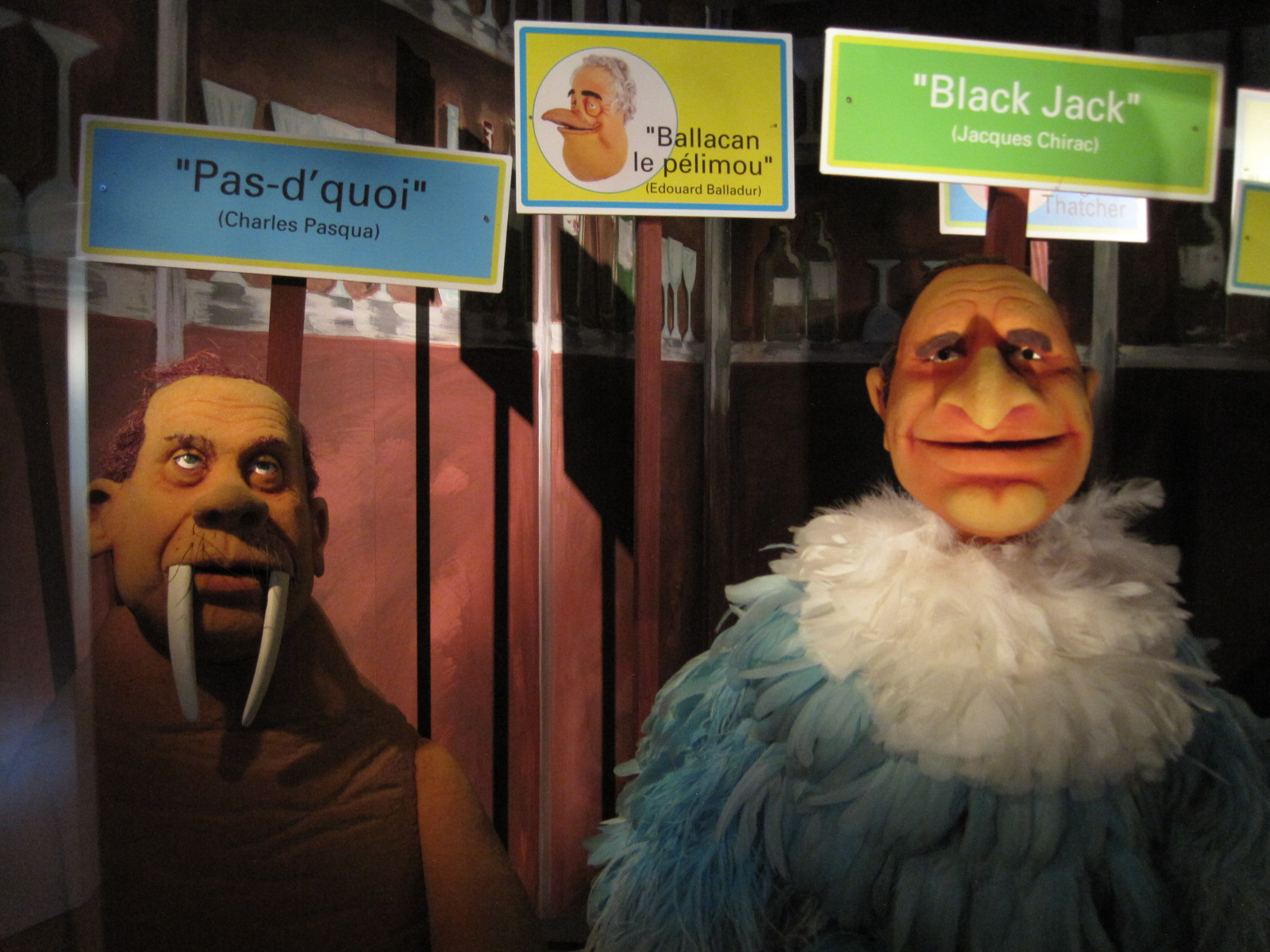
Pasqua et Chirac
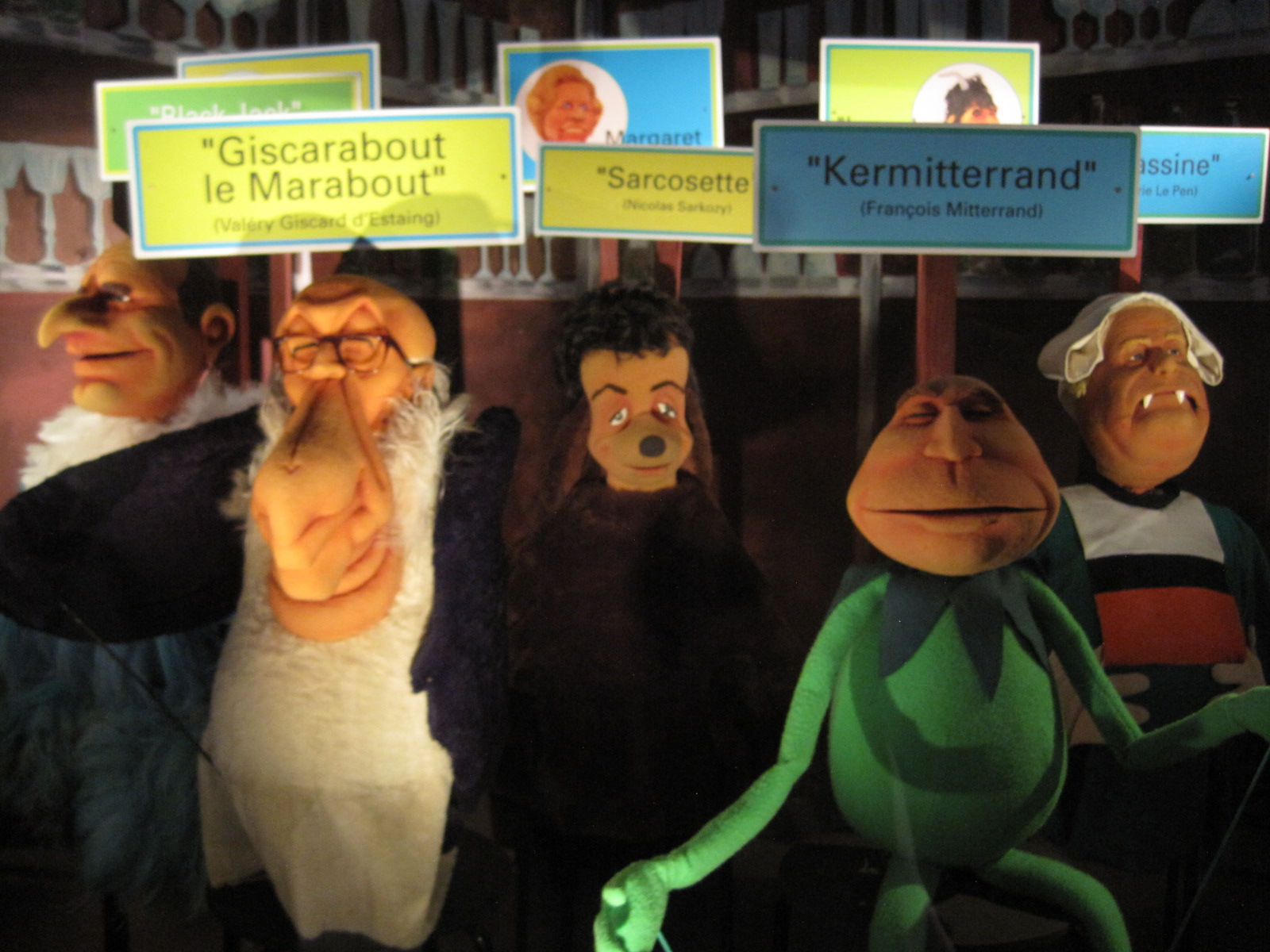
Chirac, Giscard, Sarkozy, Mitterrand et Le Pen
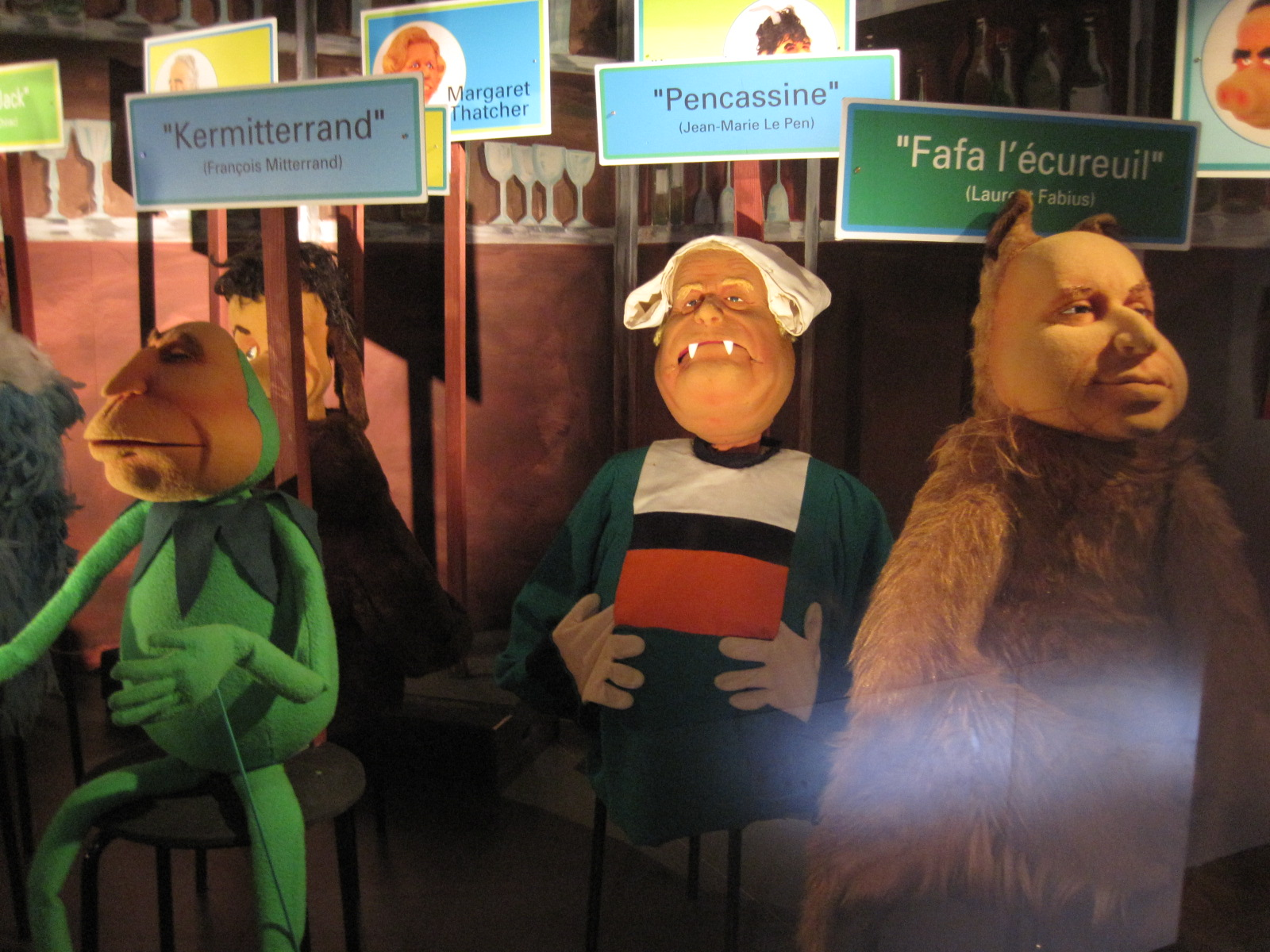
Mitterrand, Le Pen et Fabius

- François Mitterrand était incarné par une grenouille semblable à Kermit du Muppet Show, et nommée Kermitterrand. Au fil des épisodes, le personnage est dépeint comme possédant une personnalité mégalomane, s'appelant successivement lui-même Sire, Maître, ou Dieu. Une chanson intitulée Appelez-moi Dieu ! est sortie en 1990, le mettant en scène avec ses acolytes marionnettes en train de le dénigrer[7].
- Valéry Giscard d'Estaing a eu trois marionnettes : la première faisait couple avec celle de Gaston Defferre, sous les noms de Valy et Gaston, alias les Has-been : elles reprenaient l'idée des deux vieux grincheux du Muppet Show (Statler et Waldorf), ce qui a perdu son sens avec la mort du maire de Marseille. L'ancien président fut un temps le seul personnage "humain" de l'émission. Il est ensuite devenu, pendant une brève période, un marabout, Giscarabout le Marabout[8], ce qu'il a assez peu goûté, trouvant la marionnette laide. Il s'est ensuite vu transformer en ouistiti à tambour : Ouistiti Giscard des Singes.
- Raymond Barre était incarné en ours en peluche, Barzy (inspiré de Fozzie l'ours du Muppet Show ; comme Fozzie, le personnage était spécialisé en calembours idiots, qu'il était le seul à trouver drôles) ; il avait un petit rire caractéristique : « Ouh-ouh-ouh ! », « Ouf-ouf-ouf ! ».
- Jacques Chirac était représenté en aigle à plumes bleu ciel, Black Jack (inspiré du personnage de l'aigle Sam du Muppet Show). Le personnage était présenté comme étant agité, parfois à la limite de l'hystérie. Il commençait toujours ses phrases par « Écoutez » et les ponctuait souvent de vulgarités et de tics de langage (comme « crac crac »).
- Georges Marchais incarnait curieusement la transposition de Piggy la cochonne du Muppet Show, pour devenir Marchie (ou Marchie la cochonne). Il ponctuait souvent ses phrases par « C'est un scandale ! », et grognait parfois en faisant « Grik-grik-grik ! ».
- Jean-Marie Le Pen était dénommé Pencassine. Cette marionnette a eu une histoire : elle a fait suite à un vampire arborant un casque à pointe, parlant avec un accent allemand et sortant d'un placard en fumant (appelé Frankenpen). L'homme politique ayant gagné son procès contre le Bébête Show, le personnage fut alors rebaptisé Pencassine, affublé du costume de Bécassine, en référence aux origines bretonnes de Jean-Marie Le Pen. Il garda cependant ses crocs de vampire, et terminait ses phrases en faisant un grognement enragé. Le personnage, pas plus que Marchie, n'était féminisé, malgré son nom et ses vêtements. Il s'agit de l'un des premiers personnages à ne pas être inspiré de ceux du Muppet Show.
- Ronald Reagan et Margaret Thatcher avaient leurs marionnettes dès l'origine, mais sans être transformés en animaux. Cependant Ronald Reagan gardait, au début de ses apparitions, une référence au Muppet Show puisqu'il était costumé en cuisinier et effectuait cette activité (référence au chef cuisinier du Muppet Show). Tous deux furent relativement peu utilisés.
- Nicolas Sarkozy, qui flirtait sauvagement avec son maître Édouard Balladur, était transformé en caniche baptisé Sarcosette.
- Charles Pasqua était transformé en morse, nommé Pas-de-quoi, le « ministre à la peau lisse » (= police).
- Jacques Chaban-Delmas était un canard nommé Bancha (car il siègeait sur le perchoir, à l'Assemblée).
- Michel Rocard était transformé en un corbeau dénommé Rocroa (devenu Roro le justicier masqué après son remplacement à Matignon par Édith Cresson). Il se fait grand défenseur de Kermitterrand en le désignant comme « luminaire céleste » ou « divinité éternelle », même si Rocard aura toujours détesté le président socialiste[9].
- Jack Lang se faisait chèvre bêlante (Lang de Chèvre), à langue râpeuse, afin de sous-entendre un caractère servile.
- Henri Krasucki était en ouvrier à pinces de crabe (Crabe-Zucki), réclamant incessamment « la grève ! ».
- André Lajoinie était présenté en chien idiot nommé Dédé Lajoitriste, régulièrement insulté et malmené par Marchie.
- Antoine Waechter était transformé en pommier, nommé Waechtercloset, puis, avec l'inclusion d'autres écologistes, il fut rebaptisé Waechterminus et transformé en souris des champs.
- Pierre Juquin était un lapin (Juquin de Garenne) et utilisait des formules alambiquées qui lassaient les marionnettes auditrices.
- Arlette Laguiller était transformée en belette (Arlette Labelette).
- Simone Veil était en chouette (Chouette Simone).
- Au moment des élections européennes de 1989, certains des "rénovateurs" du RPR et de l'UDF (comptant notamment Michel Noir, Philippe Séguin ou Dominique Baudis) furent brièvement représentés en bébés, accompagnant Simone Veil (Chouette Simone), et qui insultaient leurs aînés.
- Laurent Fabius était transformé en écureuil (Fafa l'Écureuil) ; le personnage fut assez peu utilisé, Jean Roucas ayant du mal à imiter sa voix : cela a d'ailleurs donné matière à gags, la marionnette intervenant de temps à autre en se plaignant de ce problème, affublée de voix d'autres personnalités comme le général de Gaulle.
- Bernard Tapie était transformé en taureau meuglant (Tapie violent).
- Pierre Bérégovoy était en chien fidèle (Béréwawa).
- Édouard Balladur était en pélican (Au départ Ballacan le pélidur, rebaptisé Ballacon le Pélimou par Kermitterrand, pour finir par Ballacan le Pélimou, contrepèterie pour « Ballamou le pélican »).
- Philippe Séguin était une tortue (Guinguin la Tortue), passant son temps à s'excuser.
- Alain Juppé était en crocodile ...sans dents.
- Jacques Toubon était en mulot.
- François Léotard était en faucon
- Robert Hue était transformé en ballon de football.
- Brice Lalonde fut transformé en coccinelle obèse (Brice Lagonfle).
- Dominique Voynet était transformée en chat avec une mèche de cheveux blond lui cachant complètement le visage (Dominique Avoinet).
- Édith Cresson fut représentée en panthère, dénommée Amabotte (jeu de mots avec « à ma botte ! » et « botte de cresson »), représentée comme la compagne grande gueule mais docile de Kermitterrand, ce que le Premier ministre a fort peu apprécié (c'est ce dont témoigne le livre d'Élisabeth Schemla consacré à son passage à Matignon[10]).
- Lionel Jospin fut représenté en marionnette humanisée car il n'apparut que dans la version renouvelée du Bébête Show, Le Bar du Bébête Show.
- Henri Emmanuelli fut aussi représenté en marionnette humanisée dans Le Bar du Bébête Show.
- Dans le camp des non-politiques, nous retrouvions également brièvement Raymond Goethals, à l'époque entraîneur de l'OM, transformé en singe savant, surnommé Monmon la Science. Ce personnage s'exprimait avec un accent belge très prononcé, utilisant un vocabulaire uniquement footballistique et ponctuant ses phrases par « On n'est pas là pour rigoler ! ». Michel Galabru a également vu apparaître brièvement sa marionnette. Au début des années 1990, l'émission comptait également des marionnettes à l'effigie de Gérard Jugnot et de Paul Préboist, qui n'étaient pas censées représenter les deux acteurs mais incarnaient deux types de "Français moyens" (respectivement un chômeur et un agriculteur).

Dans la dernière version de l'émission, avec les nouvelles marionnettes, les personnages perdirent leurs noms distinctifs et l'essentiel de leurs caractéristiques animales, à quelques détails près (Édouard Balladur conservait son bec de pélican et François Mitterrand sa tête verte de grenouille mais tous deux étant en grande partie "humanisés").

## Distinction

### Récompense
- 1988 : Sept d'or[11]

## Best of vidéo
Une série de VHS reprenant les meilleurs moments est sortie, au fur et à mesure de la diffusion.
1. Présidentielle 88 (où l'on voit que la lutte entre Kermitterrand, Black Jack, Barzi et Pencassine sera dure et acharnée).
2. Miracle, ça marche !
3. Les affaires sont les affaires (les municipales : entre les scandales politico-financiers (affaire Péchiney), les ambitions de Rocroa et les élections municipales, Dieu a vraiment du pain sur la planche).
4. À l'ouest, on continue.
5. Tempête dans le Cresson.
6. Même les pros s'tatent (malgré ses problèmes de santé, Dieu s'investit pour l'Europe (traité de Maastricht)).

L'INA proposait un temps l'émission en intégralité sur son site, mais elle a été retirée. Elle ne fait pas partie du service de vidéo par abonnement madelen.
Les six cassettes sont ressorties en DVD le 2 novembre 2011.

## Parodies
- Les Guignols de l'info, émission concurrente, ont réalisé trois parodies du Bébête Show. La première en 1991 intitulée Le Très Bête Show critiquait l'humour de l'émission ; la deuxième en 1994 portait le même nom et faisait allusion au changement de formule et à la qualité médiocre des marionnettes. Et la dernière, en 1997, intitulée Le Guignol Show, faisait référence aux élections législatives anticipées de 1997 et à l'humour de l'émission qui éviterait de faire un scandale politico-médiatique.
Dans les sketchs des Guignols, les marionnettes étaient enlaidies et Jean Roucas se retrouvait avec une tête en forme de pied. Ces parodies se moquaient principalement de l'humour de l'émission et de sa propension aux jeux de mots.

## Anecdotes
- Le président Mitterrand était un spectateur du Bébête Show, et a déclaré à la télévision : « Je vous mentirais si je vous disais que je m'imaginais spontanément en batracien divinisé mais la grenouille du Bébête Show me fait rire même si je la trouve plus agitée et plus criarde que nature »[12].
- Au début de son second septennat, François Mitterrand explique à un de ses amis que les Français ont désormais une inclination à préférer les hommes politiques jeunes. Il dit alors : « Vous imaginez une tête de liste Giscard-Balladur ? Les publicitaires pourraient s'en donner à cœur joie ! Ce ne serait pas un “ticket choc”... Au Bêbête Show, ils pourraient dire : “C'est un ticket vioque ou un ticket toc...” »[13]".